# Nat Love
Nat Love (quelquefois écrit Nate Love,, ; juin 1854 - 1921) était un cow-boy afro-américain, ancien esclave, dans les années suivant la guerre de Sécession. Les péripéties de sa vie ont fait de lui l'un des plus fameux personnages du Far-West.

## Jeunesse
Nat Love voit le jour en 1854, dans la plantation de Robert Love dans le comté de Davidson, dans le Tennessee. Fils d'esclaves, il est lui-même un esclave. Son père, Sampson, est un contremaître dans l'exploitation et sa mère en dirige les cuisines. Love est le troisième enfant de la famille, derrière une sœur et un frère. En dépit des règles prévalant à l'époque, prohibant l'éducation des enfants d'esclaves, son père lui apprend à lire et écrire. Après l'abolition de l'esclavage, ses parents restèrent sur la plantation Love, avec désormais le statut de métayer, en cultivant du tabac et du maïs sur 20 acres de terrain. Sampson décède peu après la seconde saison de semailles. Nat Love se fait embaucher dans une ferme des environs pour aider sa famille à boucler les fins de mois. C'est à cette époque que l'on remarque ses capacités dans le dressage des chevaux. Après avoir exercé différents métiers dans la région, il gagne un cheval dans une tombola ; il le revend 50 dollars et utilise cette somme pour quitter la région et, à l'âge de 16 ans, part vers l'Ouest.

## Le cowboy
Nat Love gagne le Kansas et trouve, à Dodge City, un emploi de cowboy avec des conducteurs de troupeau du ranch Duval (exploitation située dans la région du Panhandle, au Texas). Dans son autobiographie, Love raconte avoir combattu les voleurs de bétail et supporté les caprices de la météo. Il développa ses compétences pour devenir un excellent cowboy et un tireur d'élite, ce que ses collègues reconnurent en lui attribuant le sobriquet de « Red River Dick ». En 1872, il gagne l'Arizona et se fait embaucher par le ranch Gallinger situé sur la Gila River. Dans son autobiographie, il affirme avoir alors rencontré Pat Garrett, Bat Masterson, Billy the Kid et autres personnages.

### «Deadwood Dick»

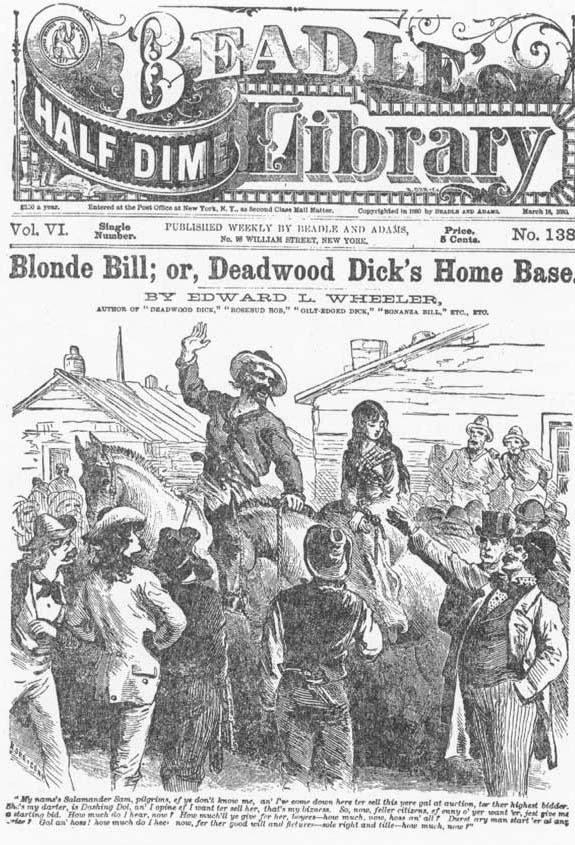
Le personnage concerné, dans un texte du 16 mars 1880 : « Blond Bill; or, Deadwood Dick's Home Base. A Romance of the "Silent Tongues." ».

Après avoir conduit un troupeau de bétail à la gare de Deadwood (Dakota du Sud), il participe à un rodéo organisé pour la fête nationale du 4 juillet 1876, rodéo doté d'un prix de 200 dollars. Il remporte les différentes épreuves dont celle de dressage de cheval. C'est à cette occasion qu'il affirme que ses amis et ses admirateurs lui décernèrent le surnom de « Deadwood Dick »,, référence à un personnage de fiction créé par Edward Lytton Wheeler, romancier de l'époque,.

### Capture et évasion
En octobre 1877, Love raconte avoir été capturé par une bande d'indiens Pima, pendant qu'il rassemblait du bétail dans les environs de la Gila River. Bien qu'il affirme que parmi les 14 blessures par balle reçues au cours de sa carrière, dont plusieurs lors de cet épisode, Love raconte que sa vie fut épargnée en raison de ses origines, une bonne partie des indiens étaient eux-mêmes métissés.  Soigné par ses ravisseurs qui envisageaient de l'intégrer à leur bande, il dit avoir réussi à s'évader en volant un cheval pour gagner l'ouest du Texas.

« Mounted on my horse my ... lariat near my hand, and my trusty guns in my belt ... I felt like I could defy the world. »

## Sa vie ultérieure
Estimant que le temps était venu de quitter la vie de cow-boy, il se marie en 1889 et s'établit à Denver. En 1890, il trouve un emploi dans une compagnie de chemin de fer, la Denver and Rio Grande Railroad, en tant que « Pullman porter », c'est-à-dire comme surveillant de wagons-lits. Durant sa nouvelle carrière, Love et sa famille résideront dans divers états de l'Ouest pour terminer dans le sud de la Californie.
En 1907, Love fait paraître son autobiographie sous le titre La Vie et les Aventures de Nat Love, mieux connu au Pays du Bétail sous le nom de « Deadwood Dick », par lui-même. Son récit n'hésite pas à embellir son parcours. Love passe la dernière partie de sa vie comme courrier et garde pour diverses compagnies de sécurité de Los Angeles. Il meurt en 1921, à l'âge de 67 ans.

## Avatars

### En littérature
Joe R. Lansdale utilise Love dans la nouvelle Nine Hide and Horns, publiée dans l'anthologie Subterranean Online (2009) and Soldierin ; dans  l'anthologie Warriors (2010), Black Hat Jack (2014) ainsi que la nouvelle Paradise Sky (2015).

### Dans la bande dessinée
En 2012, un roman graphique fait revivre Nat Love, Best Shot in the West, de Patricia et Fredrick McKissack (scénario) and Randy DuBurke (dessins).
En 2018, en Italie, les éditions Sergio Bonelli Editore adaptent les nouvelles de Lansdale dans une série Deadwood Dick, avec des scénarios de Michele Masiero, Maurizio Colombo, et Mauro Boselli avec Corrado Mastantuono, Pasquale Frisenda, et Stefano Andreucci aux dessins.

### Au cinéma
Dans le film TV, The Cherokee Kid (en) (1996), Nat Love incarné par Ernie Hudson. Dans They Die by Dawn (2013), Love est incarné par Michael K. Williams. Jonathan Majors l'incarne dans The Harder They Fall (2021).

### En Histoire vivante
Au Smithsonian Museum, Love on the Range, sorte d'évocation théâtrale à visée éducative, met en scène Nat Love interprété par Xavier Carnegie.